# قيم دليلية للتربة

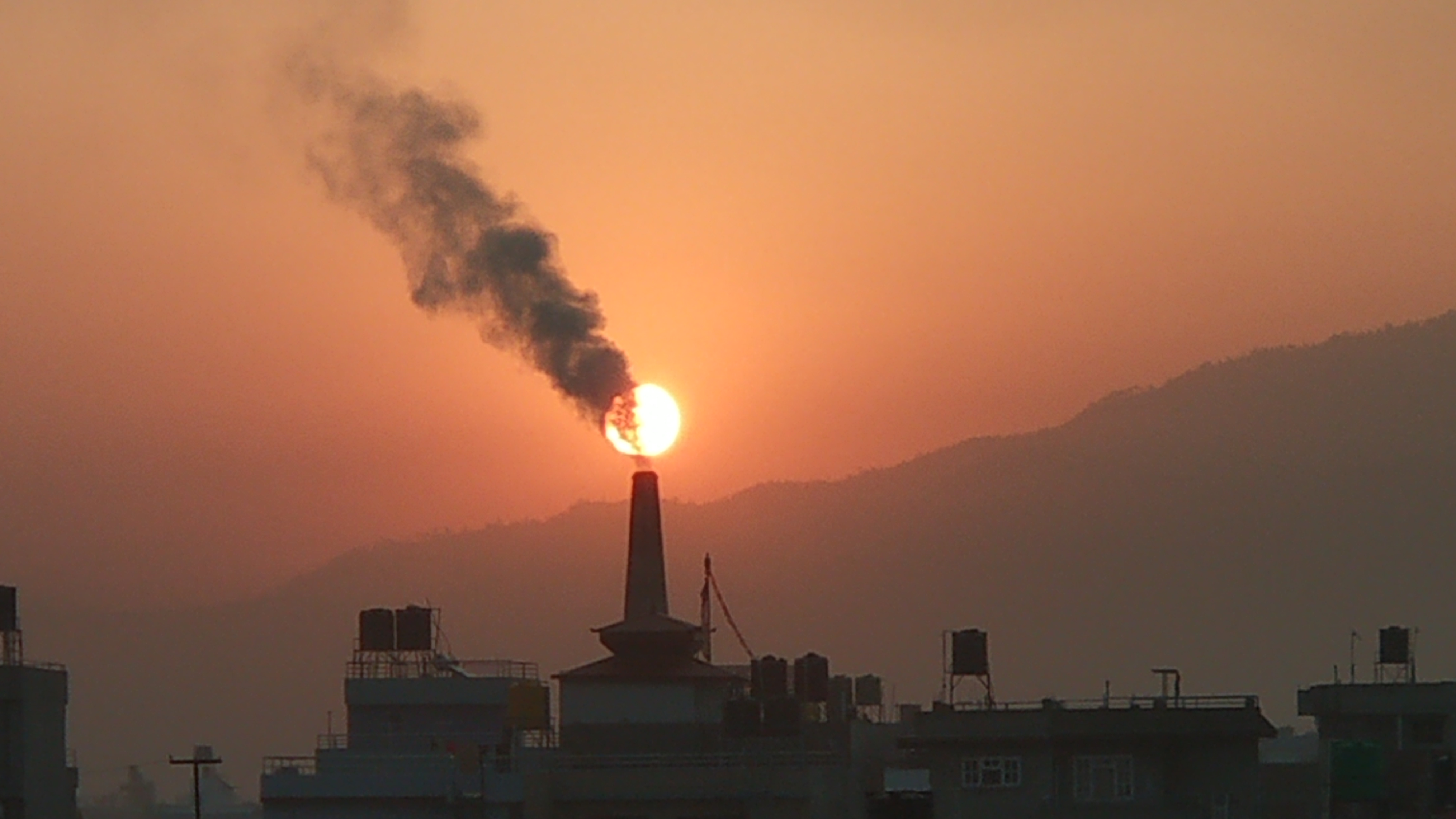
الصوره للتلوث الحاصل في البيئه

'قيم دليلية للتربة'SGVs (بالإنجليزي: Soil guideline value) هي سلسلة من القياسات والقيم المستخدمة من قبل وزارة البيئة والغذاء والشؤون الريفية في المملكة المتحدة , لقياس تلوث التربة , ويعتمد على سلسلة تقارير من علم السموم من عام 1992 ويهدف لإظهار فرص ونتائج التلوث على قطعة معينة من الأرض .
SCV's تشمل العديد من القيم الدليلية الفرعية، الموجهة نحو تغطية التربة و الرواسب السامة مثل الزئبق .

## وصلات خارجية
- DEFRA website